# Balduino
Balduino es un nombre propio masculino de origen germánico en su variante en español. Proviene del germano Baldwin, de bald (audaz) y win (amigo), por lo que su significado es "amigo valiente".

## Santoral
- 15 de julio: San Balduino de Rieti[1]

## Variantes
- Baldovino
- Femenino: Balduina

### Variantes en otros idiomas
| Variantes en otras lenguas | Variantes en otras lenguas |
| -------------------------- | -------------------------- |
| Español                    | Balduino                   |
| Alemán                     | Balduin                    |
| Bosnio                     | Baldvin                    |
| Bretón                     | Baldoen                    |
| Búlgaro                    | Балдуин (Balduin)          |
| Catalán                    | Balduí                     |
| Checo                      | Balduin                    |
| Danés                      | Balduin                    |
| Esperanto                  | Baldueno                   |
| Finlandés                  | Balduin                    |
| Francés                    | Baudouin                   |
| Gallego                    | Balduíno                   |
| Griego                     | Βαλδουίνος (Baldouínos)    |
| Holandés                   | Boudewijn                  |
| Húngaro                    | Balduin                    |
| Inglés                     | Baldwin                    |
| Islandés                   | Baldvin                    |
| Italiano                   | Baldovino                  |
| Latín                      | Baldovinus                 |
| Lituano                    | Balduinas                  |
| Noruego                    | Baldwin                    |
| Polaco                     | Baldwin                    |
| Portugués                  | Balduíno                   |
| Ruso                       | Балдуин (Balduin)          |
| Sueco                      | Balduin                    |

## Personajes célebres

### Reyes
| Bélgica           | Balduino I, rey de Bélgica (1951–1993) |
| Flandes           | Balduino I, conde de Flandes (865-879) Balduino II, conde de Flandes (879-918) Balduino III, conde de Flandes (958-962) Balduino IV, conde de Flandes (988-1035) Balduino V, conde de Flandes (1035-1067) Balduino VI, conde de Flandes (1067-1070) Balduino VII, conde de Flandes (1111-1119) Balduino VIII, conde de Flandes (1191-1194) Balduino IX, conde de Flandes (1194-1205) |
| Imperio bizantino | Balduino I, emperador latino de Constantinopla (1204-1205) Balduino II, emperador latino de Constantinopla (1228-1261) |
| Jerusalén         | Balduino I, rey de Jerusalén (1100 - 1118) Balduino II, rey de Jerusalén (1118 - 1131) Balduino III, rey de Jerusalén (1143 - 1162) Balduino IV, rey de Jerusalén (1174 - 1185) Balduino V, rey de Jerusalén (1185 - 1186) |

### Otras personalidades
- Balduino de Ibelín, noble del Reino Cruzado de Jerusalén.
- Baldwin Spencer, político de Antigua y Barbuda.
- Boudewijn Zenden, futbolista neerlandés.
- Boudewijn de Groot, cantante neerlandés.